# Intégration verticale
Pour les articles homonymes, voir Intégration.
En microéconomie et en stratégie d'entreprise, l'expression « intégration verticale » décrit un mode de propriété et de contrôle regroupant sous une seule autorité les divers stades de production et distribution concernant un type de biens ou services donnés aux différentes étapes de l'ensemble de la chaîne de valeur.
D'une manière plus simple, l'intégration verticale consiste, pour une entreprise, à intégrer dans sa propre activité celle de l'un de ses fournisseurs, ou de l'un de ses clients.

## Principe
Ainsi une entreprise Bêta peut réaliser une intégration verticale en amont, c'est-à-dire prendre possession d'entreprises Alpha réalisant une activité précédant celle réalisée par l'entreprise Bêta, ou bien en aval, c'est-à-dire prendre possession d'entreprises Gamma réalisant une activité suivant celle réalisée par l'entreprise Bêta.
Une entreprise de création de meubles en bois qui prend possession d'une entreprise de planches ou de bois réalise une intégration verticale en amont. Si cette même entreprise rachète une entreprise de distribution de meubles elle réalise une intégration verticale en aval. Ce système d'intégration s'est plus particulièrement développé dans le domaine du luxe à partir des années 1990 et la constitution de grands groupes où de nombreuses entreprises cherchent à maitriser depuis la fourniture de matières premières jusqu'à une distribution exclusive. C'est également un modèle qu'on retrouve dans certaines entreprises touristiques telle FRAM qui maitrise l'ensemble de la chaine de production de ses voyages.
Les sociétés intégrées verticalement sont unies par l'intermédiaire d'une hiérarchie et ont un propriétaire commun. En général, chaque membre de cette hiérarchie élabore un produit ou un service différent, ces produits et services se combinant pour satisfaire un besoin final commun.
Ce concept peut entrer en contradiction avec celui d'intégration horizontale, où il s'agit de regrouper des entités qui fabriquent des produits similaires (au même niveau de production) afin d'obtenir des économies d'échelle et d'avoir une position de force par rapport à l'amont (fournisseurs) et l'aval (distributeurs, consommateurs).
L'intégration verticale permet de contrôler davantage la chaîne de production d'un produit, en possédant par exemple les fournisseurs et distributeurs. Elle permet en outre une sécurité de l'approvisionnement et/ou des économies liées à l'achat de produits intermédiaires.